# Бялояни
Бялояни (пол. Białojany, нім. Biallojahnen, 1938-45: Weißhagen) — село в Польщі, у гміні Елк Елцького повіту Вармінсько-Мазурського воєводства.
Населення — 33 особи (2021).
У 1975-1998 роках село належало до Сувальського воєводства.

## Демографія
Демографічна структура станом на 2021 рік:
|          | Загалом | Допрацездатний вік | Працездатний вік | Постпрацездатний вік |
| -------- | ------- | ------------------ | ---------------- | -------------------- |
| Чоловіки | 17      | 5                  | 12               | 0                    |
| Жінки    | 16      | 3                  | 8                | 5                    |
| Разом    | 33      | 8                  | 20               | 5                    |